# Gloeotila
Genre
Gloeotila est un genre d'algues vertes de la famille des Chlorellaceae.

## Liste d'espèces
Selon World Register of Marine Species (8 décembre 2020) :
- Gloeotila caldaria Kutzing
- Gloeotila cateniformis Kützing
- Gloeotila contorta (Lemmermann) Chodat, 1900
- Gloeotila coronata Chodat
- Gloeotila curta Skuja, 1956
- Gloeotila fennica Järnefelt, 1934
- Gloeotila hyalina Kutzing
- Gloeotila longicellularis Hindák, 1996
- Gloeotila monospora (J.W.G.Lund) Hindák, 1996
- Gloeotila mucosa Kützing, 1843
- Gloeotila oscillarina Kützing
- Gloeotila pallida Kützing, 1845
- Gloeotila protogenita Kützing, 1849
- Gloeotila pulchra Skuja, 1948
- Gloeotila scopulina (Hazen) Heering, 1914
- Gloeotila sestonica Hindák, 1996
- Gloeotila subconstricta (G.S.West) Printz, 1964
- Gloeotila subtilis Hindák, 1996